# UCI Road Women World Cup 2006
De UCI Road Women World Cup 2006, ook bekend als de Wereldbeker wielrennen voor vrouwen 2006, was de negende editie van deze internationale wielerwedstrijdcyclus voor vrouwen, die werd georganiseerd door de internationale wielerfederatie UCI. De competitie bestond ditmaal uit twaalf (in plaats van elf) wedstrijden, en begon op 26 februari met de wereldbekerwedstrijd in Geelong, Australië. 

## Puntentelling
De nummers één tot en met twintig behaalden punten voor het wereldbekerklassement. In de laatste wedstrijd konden "dubbele" punten worden behaald: 150 voor een overwinning in plaats van 75.
- 1e plaats - 75 pnt
- 2e plaats - 50 pnt
- 3e plaats - 35 pnt
- 4e plaats - 30 pnt
- 5e plaats - 27 pnt

- 6e plaats - 24 pnt
- 7e plaats - 21 pnt
- 8e plaats - 18 pnt
- 9e plaats - 15 pnt
- 10e plaats - 11 pnt

- 11e plaats - 10 pnt
- 12e plaats - 9 pnt
- 13e plaats - 8 pnt
- 14e plaats - 7 pnt
- 15e plaats - 6 pnt

- 16e plaats - 5 pnt
- 17e plaats - 4 pnt
- 18e plaats - 3 pnt
- 19e plaats - 2 pnt
- 20e plaats - 1 pnt

## Overzicht
| №   | Datum | Wedstrijd                                    | Locatie                 | Winnares                   |
| --- | ----- | -------------------------------------------- | ----------------------- | -------------------------- |
| #1  | 26/02 | Australia World Cup                          | Geelong, Australië      | Ina-Yoko Teutenberg        |
| #2  | 05/03 | New Zealand World Cup                        | Hamilton, Nieuw-Zeeland | Sarah Ulmer                |
| #3  | 02/04 | Ronde van Vlaanderen                         | Meerbeke, België        | Mirjam Melchers-Van Poppel |
| #4  | 19/04 | Waalse Pijl                                  | Hoei, België            | Nicole Cooke               |
| #5  | 23/04 | Ronde van Bern                               | Bern, Zwitserland       | Zoelfia Zabirova           |
| #6  | 07/05 | GP Castilla y León                           | Valladolid, Spanje      | Nicole Cooke               |
| #7  | 27/05 | Coupe du Monde Cycliste Féminine de Montréal | Montreal, Canada        | Judith Arndt               |
| #8  | 28/07 | Open de Suède Vårgårda                       | Vårgårda, Zweden        | Susanne Ljungskog          |
| #9  | 30/07 | The Ladies Golden Hour (ploegentijdrit)      | Denemarken              | Univega Pro Cycling Team   |
| #10 | 26/08 | GP Ouest France-Plouay                       | Plouay, Frankrijk       | Nicole Brändli             |
| #11 | 03/09 | Rotterdam Tour                               | Rotterdam, Nederland    | Ina-Yoko Teutenberg        |
| #12 | 10/09 | Rund um die Nürnberger Altstadt              | Neurenberg, Duitsland   | Regina Schleicher          |

## Eindklassement
| №  | Naam                | Punten | Punten | Punten | Punten | Punten | Punten | Punten | Punten | Punten | Punten | Punten | Punten | Totaal |
| №  | Naam                | #1     | #2     | #3     | #4     | #5     | #6     | #7     | #8     | #9     | #10    | #11    | #12    | Totaal |
| -- | ------------------- | ------ | ------ | ------ | ------ | ------ | ------ | ------ | ------ | ------ | ------ | ------ | ------ | ------ |
|    | Nicole Cooke        | 18     | 0      | 24     | 75     | 27     | 75     | 50     | 50     | 35     | 35     | 30     | 54     | 473    |
|    | Ina-Yoko Teutenberg | 75     | 35     | 10     | 0      | 0      | 0      | -      | 0      | 16     | 0      | 75     | 100    | 311    |
|    | Annette Beutler     | 21     | 24     | 7      | 6      | 18     | 3      | 30     | 27     | 30     | 21     | 27     | 30     | 244    |
| 4  | Judith Arndt        | 0      | 0      | 15     | 50     | 30     | 50     | 75     | 0      | 16     | 0      | 0      | 0      | 236    |
| 5  | Susanne Ljungskog   | 4      | 21     | 18     | 4      | 10     | 35     | -      | 75     | 30     | 24     | -      | -      | 221    |
| 6  | Oenone Wood         | 0      | 50     | 0      | 30     | 50     | 10     | 0      | 10     | 20     | 0      | 0      | 0      | 170    |
| 7  | Regina Schleicher   | -      | -      | 0      | 0      | 0      | 0      | -      | 0      | -      | 0      | 0      | 150    | 150    |
| 8  | Trixi Worrack       | 0      | 5      | 0      | 35     | 11     | 0      | 27     | 30     | 20     | 0      | 11     | 0      | 139    |
| 9  | Giorgia Bronzini    | 7      | 0      | -      | -      | -      | -      | -      | -      | -      | 50     | 0      | 70     | 127    |
| 10 | Zoelfia Zabirova    | -      | -      | 30     | 0      | 75     | 0      | -      | 0      | 15     | 0      | -      | -      | 120    |